# Amajari
Amajari é um município do norte do estado de Roraima. A população estimada em 2017 era de 11.560 habitantes e a área é de 28.472 km², o que resulta numa densidade demográfica de 0,2 hab/km². Seus limites são a Venezuela a oeste e norte, Pacaraima a leste, Boa Vista a sudeste e Alto Alegre a sul.
O município deve a sua formação com a união de várias vilas, entre estas escolheu-se a Vila Brasil como sede municipal, sendo elevada à categoria de cidade. O acesso a ela dá-se parte pela BR-174, parte pela rodovia estadual RR-203, ambas asfaltadas, a segunda em mal estado de conservação, totalizando 158 km da capital Boa Vista.[carece de fontes?]
O município de Amajari possui uma região que tem 8 Terras Indígenas, totalizando 19 comunidades indígenas. As etnias presentes atualmente são do povo Macuxi, Wapichana, Sapará e Taurepang. A região tem como as Terras Indígenas: TI Araçá, TI Ouro, TI Anaro, TI Ponta da Serra, TI Aningal, TI Garagem, TI Santa Inês e TI Ananás. As comunidades indígenas que localiza na região são: Araçá, Mutamba, Mangueira, Três Corações, Guariba, Anaro, Ponta da Serra, Urucuri, Juraci, Nova União, Ouro, São Francisco, Cajueiro, Garagem, Ananás, Leão de Ouro, Santa Inês, Aningal e Vida Nova.

## História
Em 1975 chegou o primeiro morador, Senhor Brasil, dando nome ao lugar. Em 17 de outubro de 1995, através da lei nº 097, o município foi criado com terras desmembradas do município da Capital do Estado.[carece de fontes?]

## Geografia
O município de Amajari tem uma participação em relação ao Estado de 12,70% e a participação de povos indígenas em relação ao total do município é de 58,71%. No relevo, predominam as superfícies planas (constituindo 50% do solo), as áreas inundáveis (que representam 10%) e o relevo fortemente ondulado (que é bastante conhecido na região e que no município representa 40% do solo).[carece de fontes?]
O município possui um IDH baixo, estando o índice em 0.484, um dos menores índices de desenvolvimento humano do Brasil e o menor do estado de Roraima, de acordo com o PNUD.

### Localidades principais
Segue uma relação de das principais localidades não-indígenas do município e suas respectivas populações segundo o Censo de 2010.
- 1.219 habitantes - Vila Brasil (sede)
- 116 habitantes - Vila Tepequém
- 587 habitantes - Vila Três Corações
- 693 habitantes - Vila Maracá

### Clima
O município possui basicamente dois tipos de clima: Aw, que é o clima tropical chuvoso de savana com um pequeno período seco, e o Am, clima tropical chuvoso de monção no extremo leste e quente possuindo estação seca. Já a temperatura média do município é de 26 °C.[carece de fontes?]

### Hidrografia
Os principais rios do município são Uraricoera, Parimé e Amajari (esse último que dá nome a cidade). A precipitação pluviométrica fica em torno de 2.000 mm.[carece de fontes?]

### Limites
- Norte/Oeste: República da Venezuela
- Sul: Municípios de Alto Alegre e Boa Vista
- Leste: Município de Pacaraima

## Organização Político-Administrativa
O Município de Amajari possui uma estrutura político-administrativa composta pelo Poder Executivo, chefiado por um Prefeito eleito por sufrágio universal, o qual é auxiliado diretamente por secretários municipais nomeados por ele, e pelo Poder Legislativo, institucionalizado pela Câmara Municipal de Amajari, órgão colegiado de representação dos munícipes que é composto por 9 vereadores também eleitos por sufrágio universal.

### Atuais autoridades municipais de Amajari
- Prefeita: Nubia Costa Lima - MDB (2021/-)[8]
- Vice-prefeito: Ozéas Ribeiro Marques - PSD (2021/-)[8]
- Presidente da Câmara: Kleudison Wanderley - SOLIDARIEDADE (2023/-)[8][9]

## Economia
O município tem como produtos principais na área de cultivo o milho, a mandioca, a banana, a cana-de-açúcar e o arroz. Tem um bom potencial para a produção de culturas permanentes, pode-se citar como exemplo o café, entre outros. A pecuária predominante é a de corte. O município dispõe de pontos muito positivos para o desenvolvimento da piscicultura na área da mata, e do turismo (como a Serra do Tepequém, a região das cachoeiras do Ereu e sua natural fauna e flora). O município é o maior produtor nacional de tambaqui ( Colossoma Macropomum) com grande parte da produção sendo destinada ao mercado Amazonense.[carece de fontes?]
Apesar de a mineração também estar presente município, Amajari se encontra entre os dez municípios afetados pelo garimpo que possui os menores Índices de Progresso Social (IPS) na Amazônia e o menor no estado de Roraima, dados que são reforçados pelo fato do município de Amajari possuir um baixo IDH, um dos menores do Brasil.

### Produto Interno Bruto
- Valor adicionado na agropecuária - R$ 2.601.000[carece de fontes?]
- Valor adicionado na indústria - R$ 959.000[carece de fontes?]
- Valor adicionado no serviço - R$ 18.200.000[carece de fontes?]
- APU - R$ 15.791.000[carece de fontes?]
- Impostos - R$ 4.000.000[carece de fontes?]
- PIB - R$ 21.765.000[carece de fontes?]
- PIB per capita - R$ 3.642[carece de fontes?]

## Atrações turísticas
- Reserva Biológica Ilha de Maracá – Primeira estação ecológica do país e terceira ilha fluvial em superfície do planeta – só perde para Marajó e Bananal. Possui uma grande diversidade biológica e populações endêmicas de fauna e flora. A visitação só e permitida com a permissão do Ibama. O acesso é pela RR 205 (asfaltada).
- Estância Ecológica Sesc Tepequém – Localizada no topo da Serra do Tepequém, possui uma pousada com excelentes instalações. Atrações: Cachoeiras do Paiva, Sobral, Barata, Funil e outras. Acesso pela BR-174 até o km 100, depois seguindo pela RR 203 (asfaltada em mal estado de conservação) até o trevo do Trairão. Depois dali, são 4 km serra acima. É recomendável que o carro tenha tração 4 x 4. Recomenda-se também o uso de protetor solar e repelentes.